# Harry W. O. Kinnard

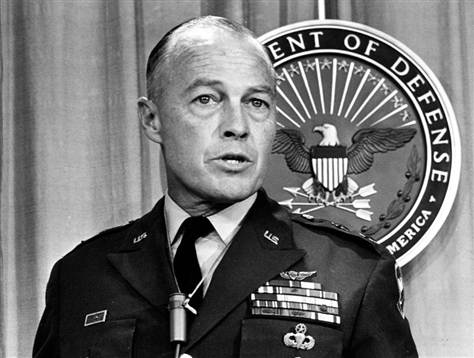
Harry Kinnard

Harry William Osborne Kinnard II (* 7. Mai 1915 in Dallas, Texas; † 5. Januar 2009 im Arlington County, Virginia) war ein Generalleutnant der United States Army. Er war unter anderem Kommandeur der 1. Kavalleriedivision.

## Leben
Harry Kinnard II war ein Sohn von Harry Kinnard Sr. (1882–1945) und dessen Frau Cynthia Peabody (1884–1972). Er besuchte die öffentlichen Schulen seiner Heimat. In den Jahren 1935 bis 1939 durchlief er die United States Military Academy in West Point. Nach seiner Graduation wurde er als Leutnant der Infanterie zugeteilt. In der Armee durchlief er anschließend alle Offiziersränge vom Leutnant bis zum Drei-Sterne-General.
In seinen jüngeren Jahren absolvierte er den für Offiziere in den niederen Rangstufen üblichen Dienst in verschiedenen Einheiten und Standorten. Anfang Dezember 1941 war er in Pearl Harbor stationiert. Während des japanischen Angriffs auf Pearl Harbor bediente er ein Maschinengewehr gegen die feindlichen Flugzeuge. Der japanische Angriff führte zum unmittelbaren Eintritt der Vereinigten Staaten in den Zweiten Weltkrieg.
Im Verlauf des Krieges wurde Kinnard auf dem europäischen Kriegsschauplatz eingesetzt. Er wurde Bataillonskommandeur in der 101. Luftlandedivision. Im Juni 1944 war er als Fallschirmspringer an der Landung der Alliierten in der Normandie beteiligt. Während der deutschen Ardennenoffensive waren Einheiten der Division der deutschen Belagerung von Bastogne ausgesetzt. Dazu gehörte auch Kinnard der damals Stabsoffizier war. Er wurde für die Formulierung Nuts (Quatsch) mit der der dortige amerikanische Kommandeur eine deutsche Kapitulationsaufforderung zurückwies, bekannt.
Nach dem Krieg setzte er seine Offizierslaufbahn fort. Er war unter anderem Stabsoffizier im Pentagon und beim National War College. Zwischenzeitlich kommandierte er die Aviation Test Section in Fort Bragg, dem heutigen Fort Liberty, in North Carolina. Im Jahr 1963 übernahm er das Kommando über die 11th Air Assault Division in Fort Benning, dem heutigen Fort Moore. Dort war er vor dem Hintergrund des Vietnamkriegs an der Entwicklung von Plänen zum schnellen Kampfeinsatz von Hubschraubern beteiligt.
Zwischen Juli 1965 und Mai 1966 kommandierte Harry Kinnard die im Vietnamkrieg eingesetzte 1. Kavalleriedivision. Dabei war er mit seiner Division in einige Gefechte verwickelt. Später war er ebenfalls in Vietnam Kommandeur der 1st Field Force. In den Jahren 1967 bis 1969 kommandierte er das Army Combat Development Command. Anschließend schied er aus dem aktiven Militärdienst aus.

## Späte Jahre
Auch nach seiner Pensionierung blieb Harry Kinnard dem Militär verbunden. Er wurde Berater der Heeresfliegerei und Präsident der Army Aviation Association. Im Jahr 1974 wurde er als einer der ersten Kandidaten in deren Hall of Fame aufgenommen. Außerdem spielte er bis ins hohe Alter Golf. Er starb hochbetagt am 3. Januar 2009 und wurde auf dem amerikanischen Nationalfriedhof Arlington beigesetzt.

## Orden und Auszeichnungen
Harry Kinnard erhielt im Lauf seiner militärischen Laufbahn unter anderem folgende Auszeichnungen:
- Distinguished Service Cross
- Army Distinguished Service Medal
- Silver Star
- Legion of Merit
- Bronze Star Medal
- Air Medal
- Army Commendation Medal
- World War II Victory Medal
- Purple Heart
- American Defense Service Medal
- American Campaign Medal
- Asiatic-Pacific Campaign Medal
- European-African-Middle Eastern Campaign Medal
- Army of Occupation Medal
- National Defense Service Medal
- Vietnam Service Medal
- Kriegskreuz (Frankreich)
- Kriegskreuz (Belgien)
- Militär-Wilhelms-Orden (Niederlande)
- Gallantry Cross (Südvietnam)